# Kliment Jefremovič Vorošilov
Kliment Jefremovič Vorošilov (rusko Климе́нт Ефре́мович Вороши́лов), ruski boljševik, vojak, politik, maršal Sovjetske zveze in dvojni heroj Sovjetske zveze, * 4. februar (23. januar, ruski koledar) 1881, vas Verhnjeje pri Jekaterinoslavu (danes Dnipro), Bahmutski okraj, Jekaterinoslavska gubernija, (tedaj Ruski imperij), danes Ukrajina, † 2. december 1969, Moskva, Sovjetska zveza (danes Rusija).

## Življenje
Leta 1903 se je Vorošilov pridružil boljševiški partiji. Po ruski revoluciji je postal član ukrajinske začasne vlade in ljudski komisar za notranje zadeve. Z organizacijo obrambe Caricina med državljansko vojno, je postal tesni sodelavec Stalina.
Leta 1921 so Vorošilova izvolili v Centralni komite Komunistične partije Sovjetske zveze, katerega član je bil vse do leta 1961. Leta 1925 so ga po smrti Mihaila Vasiljeviča Frunzeja, imenovali za ljudskega komisarja za vojaške in pomorske zadeve ter za predsednika vojaškega revolucionarnega sveta Sovjetske zveze. Predsednik sveta je bil do leta 1934. Leta 1926 je postal stalni član politbiroja boljševiške partije in bil njegov član skoraj kot 40 let, vse do leta 1960. V poznih 30. letih je bil vpleten v Stalinove čistke. Njegova politična kariera je s strmoglavljenjem in usmrtitvijo maršala Mihaila Nikolajeviča Tuhačevskega veliko pridobila. Vorošilov je z maršalom Semnjonom Mihajlovičem Budjonijem nasprotoval težnjam posodobitve Rdeče armade Tuhačevskega. 
Leta 1934 so Vorošilova imenovali za ljudskega komisarja za obrambo (rusko Narkom). Leta 1935 so ga povzdignili v prvega izmed petih maršalov Sovjetske zveze. Le on in Semjon Budjoni sta preživela zloglasne Stalinove čistke. Po sovjetsko-finski vojni (1939-40) ni bil več ljudski komisar za obrambo. Med drugo svetovno vojno je bil član Državnega komiteja obrambe, kasneje pa v sovjetski vladi zadolžen na kulturo in nazadnje - po Stalinovi smrti (1953-60) predsednik prezidija Vrhovnega sovjeta ZSSR oz. formalni državni poglavar.

## Vojaška pot
- povišan v maršala SZ (20. november 1935)

## Odlikovanja in priznanja
- red heroja Sovjetske zveze (3x)

## Zanimivosti
Po njem se je imenoval tip sovjetskih tankov med drugo svetovno vojno (KV-1 in KV-2), sovjetska križarka razreda Kirov in drugi prototip lovskega letala I-5. 
Po njem se je dvakrat poimenovalo mesto Lugansk. 5. novembra 1935 se je preimenovalo v Vorošilovgrad (rusko in ukrajinsko: Ворошиловград), 5. marca 1958 pa so ob ukazu Hruščova, naj se mesta ne imenujejo po živečih osebah, ime umaknili. 5. januarja, po smrti Vorošilova, so Lugansk ponovno poimenovali Vorošilovgrad, to imenovanje je trajalo do 4. maja 1990.